# Mahajanga

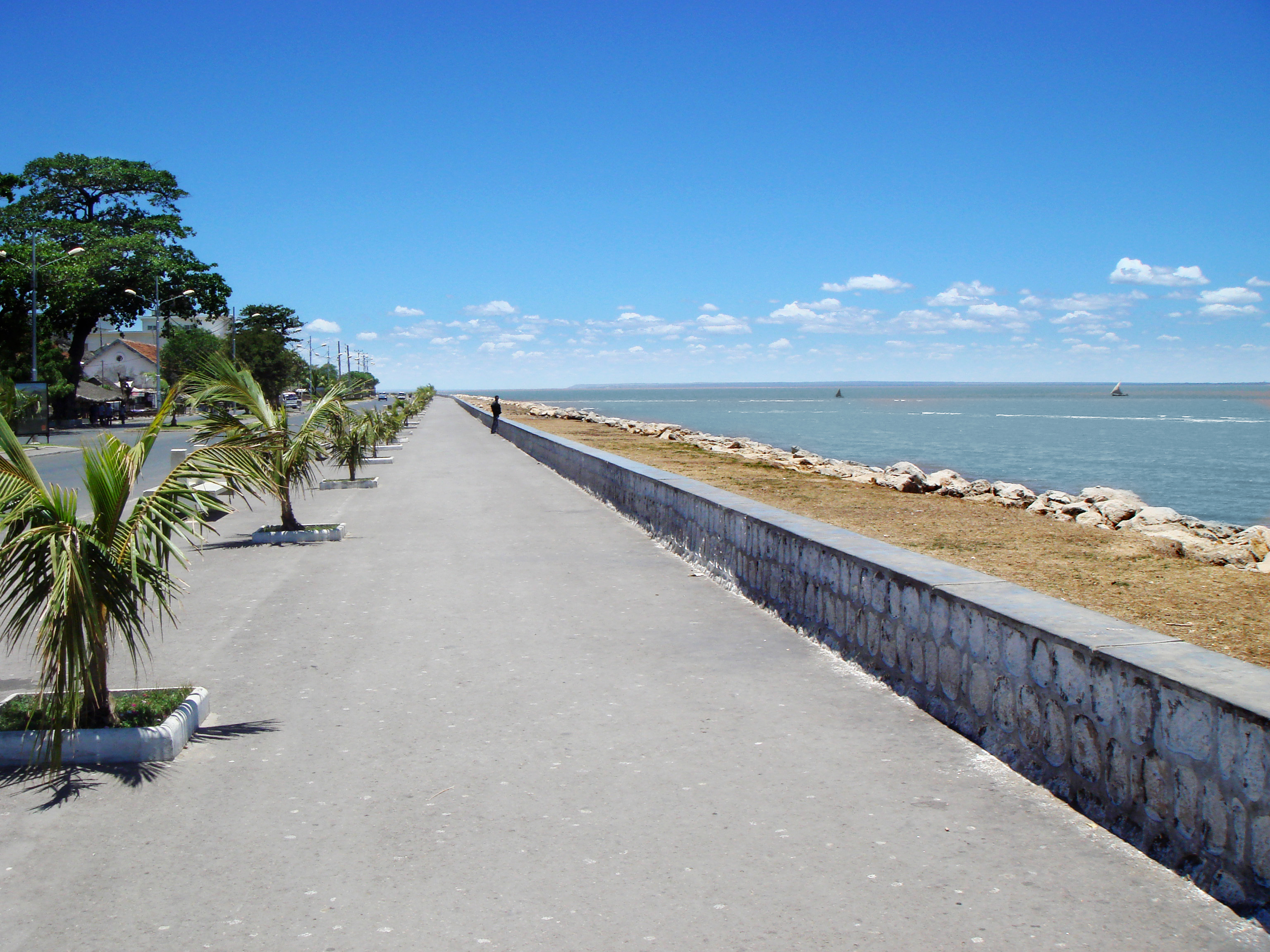
El Boulevard Pointcarre (promenade) en Mahajanga, mirando hacia el sur

Mahajanga es una ciudad y un distrito del noroeste de Madagascar. 
La ciudad se encuentra situada en la costa y tiene 135.660 habitantes, es la capital de la región de Boeny.